# Dame Diop
Dame Diop (* 15. února 1993, Louga) je senegalský profesionální fotbalista, který hraje na pozici útočníka. Od ledna 2023, kdy opustil arménský klub Pjunik Jerevan, je bez angažmá. V roce 2014 odehrál také 3 utkání v dresu senegalské reprezentace.
Mimo Senegal působil na klubové úrovni v Rusku, Arménii, ČR a Turecku.

## Klubová kariéra
Začínal v senegalské fotbalové akademii Touré Kunda Foot-Pro, jejímž je odchovancem. V roce 2012 přestoupil do ruského celku FK Chimki, za který ale neodehrál ani jeden zápas, a odešel hostovat do arménského týmu FC Širak, do kterého po skončení hostování přestoupil. V tomto klubu se stal mistrem Arménie (v sezóně 2012/13) a vyhrál zde i arménský fotbalový pohár a arménský Superpohár.

### SK Slavia Praha
Na začátku sezony 2014/15 přišel jako volný hráč do českého mužstva SK Slavia Praha, kde podepsal smlouvu na dva roky s dvouletou opcí. V 1. české lize debutoval 16. srpna 2014 ve čtvrtém kole proti FK Teplice (porážka 1:2).

### FC Fastav Zlín
V zimní přestávce Synot ligy 2015/16 byl na testech v FC Fastav Zlín (od ledna 2015). V únoru 2015 ze Slavie do Zlína přestoupil jako náhrada za Lukáše Železníka, který odešel opačným směrem.
V dubnu 2017 utrpěl v souboji na hřišti těžký otřes mozku a zlomeninu lícní kosti. Se zlínským týmem získal v sezóně 2016/17 český fotbalový pohár.
V červnu 2017 mohl slavit zisk další trofeje, premiérového Česko-slovenského Superpoháru (po zdolání Slovanu Bratislava). Do utkání nezasáhl, byl připraven ke střídání na lavičce náhradníků.

### FC Baník Ostrava
V zimní přestávce HET ligy 2017/18 přestoupil z FC Fastav Zlín do FC Baník Ostrava.

### Hatayspor
V lednu 2019 přestoupil z ostravského Baníku do Hataysporu, vedoucího celku 2. turecké ligy.

## Reprezentační kariéra
Diop prošel ve své zemi mládežnickými reprezentačními výběry a v roce 2011 zasáhl do zápasů Afrického mistrovství hráčů do 23 let. Premiéru v seniorské reprezentaci Senegalu si připsal 31. 5. 2014 v přátelském zápase proti Kolumbii (remíza 2:2, přišel na hrací plochu v 71. minutě).